# Cefeo (figlio di Belo)
Nella mitologia greca, Cefeo (AFI: /ˈʧɛfeo/ o /ʧɛˈfeo/; in greco antico: Κηφεύς?, Kēpheus) era il nome di uno dei figli di Belo e di Anchinoe. È raffigurato nel mito soprattutto come re d'Etiopia, marito di Cassiopea e padre di Andromeda, sposa di Perseo. Visto il numero di generazioni che intercorrono tra il padre Belo e il genero Perseo, è tuttavia possibile che si tratti di due individui diversi. 

## Il mito
Fratello di Egitto, Dànao e di Fineo, fu re dell'Etiopia, che nella mitologia greca comprendeva i territori dalla Palestina al Mar Rosso.
Sposò Cassiopea e con lei generò Andromeda.
Nella mitologia greca viene citato perlopiù in quanto padre di Andromeda; morì senza eredi maschi e il suo regno andò al nipote Perse figlio di Perseo e Andromeda.
Secondo altri non era re dell'Etiopia ma di Babilonia o dell'odierna Giaffa. Infatti, secondo Pomponio Mela, gli abitanti di Giaffa ritenevano che in quella città vi sarebbe stata una reggia di Cefeo e che lungo le loro coste sarebbe stata incatenata Andromeda e pietrificato il mostro marino (da Perseo che stava tornando in Grecia dopo aver tagliato la testa a Medusa nella Libia). Tale apparente contraddizione è comunque armonizzabile. Plinio il Vecchio riporta infatti una tradizione in base alla quale Cefeo era un potente re dell'Etiopia e il suo regno etiope si sarebbe esteso fino alla Siria.

## Astronomia
Da Cefeo prende nome l'omonima costellazione (Cefeo); la costellazione è situata tra Cassiopea (la moglie) e Andromeda (la figlia); sulla superficie della Luna è stato inoltre battezzato il cratere Cefeo.